# Psephellus czirkejensis
Psephellus czirkejensis là một loài thực vật có hoa trong họ Cúc. Loài này được (Husseinov) Greuter mô tả khoa học đầu tiên năm 2005.